# Oral Fixation Tour
L'Oral Fixation Tour, in spagnolo Tour fijación oral', è stato il quarto tour musicale della cantante colombiana Shakira, a supporto del doppio album in studio Fijación oral vol. 1 ed Oral Fixation Vol. 2 (2005).
È stato il quindicesimo tour del 2006 in termini di vendite, guadagnando 38 milioni di dollari. In totale, il tour ha guadagnato 100 milioni di dollari.

## Descrizione
Il tour è iniziato in Europa il 14 giugno 2006 a Saragozza, facendo tappa in dieci diverse città spagnole e in Croazia, Romania e Grecia. La tappa nordamericana è cominciata il 9 agosto 2006 al Don Haskins Center di El Paso, Texas, con diverse tappe negli Stati Uniti e una a Toronto, Canada. Il 30 settembre iniziò la tappa in America Latina a Città del Messico. Prima della fine di questa leg, Shakira ritornò a Miami all'inizio di dicembre 2006 per tre concerti all'American Airlines Arena, in cui si tennero anche le riprese per il successivo DVD del concerto e album dal vivo dal titolo omonimo.
Il 25 gennaio 2007 iniziò a Amburgo, Germania, la seconda leg europea del tour, che toccò nove città; il tour festeggiò i 100 show quando Shakira si esibì alla O2 Arena di Londra il 18 marzo 2007. Il 3 febbraio seguente, un giorno dopo il suo trentesimo compleanno, Shakira si sarebbe dovuta esibire nei Paesi Bassi; mentre uno stadio di 39 000 persone l'attendeva, fu annunciato dal suo staff che lo show sarebbe stato rinviato al 17 marzo: Shakira era ammalata e le fu raccomandato di far riposare la sua voce. Shakira consegnò al suo manager la seguente lettera indirizzata ai fan:
()
Il giorno seguente, Shakira cancellò anche gli show in Germania del 5 e 6 febbraio, posticipato a marzo e aprile. Dopo essersi ripresa dalla bronchite che l'aveva colpita e dopo essersi esibita ai Grammy Awards 2007, Shakira riprese il tour il 16 febbraio a Parigi. Lo show del 19 febbraio a Monaco di Baviera fu ripreso da una webcam per permettere ai fan di guardare lo spettacolo gratis da casa.
Nel maggio del 2007 Shakira tornò in Messico per dare inizio all'ultima leg del tour. Un totale di 60 000 spettatori seguirono il concerto del 13 maggio a Città del Messico; tra i presenti, vi era l'allora presidente messicano Felipe Calderón con la moglie e la figlia. Nella città fu aggiunta una decima data, unico concerto gratuito del tour, a cui hanno assistito 210 000 persone.

## Scaletta

### Paesi anglofoni
1. Estoy aquí
2. Te dejo Madrid
3. Don't Bother
4. Antología
5. Hey You
6. Inevitable
7. Si te vas
8. Obtener un sí
9. La tortura
10. No
11. Whenever, Wherever
12. La pared
13. Underneath Your Clothes
14. Pies descalzos, sueños blancos
15. Ciega, sordomuda
16. Ojos así
17. Hips Don't Lie

### Variazioni
La scaletta del tour ha subito delle variazioni a seconda dell'area geografica in cui Shakira si è esibita:
- durante la tappa nei paesi ispanofoni, al posto di Hey You e Underneath Your Clothes, sono state eseguite Las de la intuición e Día de enero;
- durante la tappa europea, al posto di Antología e Hey You, sono state eseguite Illegal e Moscas en la casa, mentre Obtener un sí è stata rimossa;
- durante le date in Turchia e Croazia, al posto di Obtener un sí e Underneath Your Clothes, sono state eseguite Animal City e Día especial.

## Date
| 14 giugno 2006    | Saragozza                  | Spagna                | Feria De Muestras                           |
| 16 giugno 2006    | La Coruña                  | Spagna                | Instituto Municipal Coruña Espectáculos     |
| 18 giugno 2006    | Gijón                      | Spagna                | Hipódromo de Las Mestas                     |
| 20 giugno 2006    | León                       | Spagna                | Campo de Fútbol Antonio Amilivia            |
| 22 giugno 2006    | Madrid                     | Spagna                | Plaza de Toros de Las Ventas                |
| 23 giugno 2006    | Madrid                     | Spagna                | Plaza de Toros de Las Ventas                |
| 25 giugno 2006    | Pamplona                   | Spagna                | Plaza de Toros de Pamplona                  |
| 28 giugno 2006    | Barcellona                 | Spagna                | Palau Sant Jordi                            |
| 30 giugno 2006    | Malaga                     | Spagna                | Stadio La Rosaleda                          |
| 1º luglio 2006    | Elche                      | Spagna                | Stadio Martínez Valero                      |
| 3 luglio 2006     | Las Palmas de Gran Canaria | Spagna                | Estadio Gran Canaria                        |
| 5 luglio 2006     | Santa Cruz de Tenerife     | Spagna                | Estadio Heliodoro Rodríguez López           |
| 14 luglio 2006    | Velika Gorica              | Croazia               | Radnik Stadium                              |
| 17 luglio 2006    | Timișoara                  | Romania               | Stadionul Dan Păltinișanu                   |
| 20 luglio 2006    | Atene                      | Grecia                | Stadio Olimpico                             |
| Nord America      |                            |                       |                                             |
| 9 agosto 2006     | El Paso                    | Stati Uniti           | Don Haskins Center                          |
| 11 agosto 2006    | Phoenix                    | Stati Uniti           | US Airways Center                           |
| 12 agosto 2006    | Las Vegas                  | Stati Uniti           | Mandalay Bay Events Center                  |
| 15 agosto 2006    | Los Angeles                | Stati Uniti           | Staples Center                              |
| 16 agosto 2006    | San Diego                  | Stati Uniti           | San Diego Sports Arena                      |
| 18 agosto 2006    | Anaheim                    | Stati Uniti           | Arrowhead Pond                              |
| 19 agosto 2006    | San Jose                   | Stati Uniti           | HP Pavilion at San José                     |
| 21 agosto 2006    | San Jose                   | Stati Uniti           | HP Pavilion at San José                     |
| 25 agosto 2006    | Chicago                    | Stati Uniti           | United Center                               |
| 27 agosto 2006    | Toronto                    | Canada                | Air Canada Centre                           |
| 29 agosto 2006    | Washington                 | Stati Uniti           | Verizon Center                              |
| 1º settembre 2006 | Atlantic City              | Stati Uniti           | Mark G. Etess Arena                         |
| 2 settembre 2006  | Atlantic City              | Stati Uniti           | Mark G. Etess Arena                         |
| 4 settembre 2006  | Uncasville                 | Stati Uniti           | Mohegan Sun Arena                           |
| 5 settembre 2006  | Boston                     | Stati Uniti           | TD Garden                                   |
| 7 settembre 2006  | New York                   | Stati Uniti           | Madison Square Garden                       |
| 8 settembre 2006  | New York                   | Stati Uniti           | Madison Square Garden                       |
| 12 settembre 2006 | Atlanta                    | Stati Uniti           | Philips Arena                               |
| 13 settembre 2006 | Orlando                    | Stati Uniti           | TD Waterhouse Centre                        |
| 15 settembre 2006 | Miami                      | Stati Uniti           | American Airlines Arena                     |
| 16 settembre 2006 | Miami                      | Stati Uniti           | American Airlines Arena                     |
| 19 settembre 2006 | Houston                    | Stati Uniti           | Toyota Center                               |
| 20 settembre 2006 | Corpus Christi             | Stati Uniti           | American Bank Center                        |
| 22 settembre 2006 | San Antonio                | Stati Uniti           | AT&T Center                                 |
| 23 settembre 2006 | Dallas                     | Stati Uniti           | American Airlines Center                    |
| 25 settembre 2006 | Hidalgo                    | Stati Uniti           | Dodge Arena                                 |
| 26 settembre 2006 | Hidalgo                    | Stati Uniti           | Dodge Arena                                 |
| America Latina    |                            |                       |                                             |
| 30 settembre 2006 | Città del Messico          | Messico               | Palacio de los Deportes                     |
| 1º ottobre 2006   | Città del Messico          | Messico               | Palacio de los Deportes                     |
| 3 ottobre 2006    | Città del Messico          | Messico               | Palacio de los Deportes                     |
| 4 ottobre 2006    | Città del Messico          | Messico               | Palacio de los Deportes                     |
| 7 ottobre 2006    | Città del Messico          | Messico               | Palacio de los Deportes                     |
| 8 ottobre 2006    | Città del Messico          | Messico               | Palacio de los Deportes                     |
| 10 ottobre 2006   | Città del Messico          | Messico               | Palacio de los Deportes                     |
| 11 ottobre 2006   | Città del Messico          | Messico               | Palacio de los Deportes                     |
| 13 ottobre 2006   | Monterrey                  | Messico               | Estadio Universitario                       |
| 15 ottobre 2006   | Guadalajara                | Messico               | Arena VFG                                   |
| 4 novembre 2006   | Città del Guatemala        | Guatemala             | Estadio Mateo Flores                        |
| 6 novembre 2006   | San Salvador               | El Salvador           | Stadio Jorge "Mágico" González              |
| 9 novembre 2006   | Panama                     | Panama                | Figali Convention Center                    |
| 11 novembre 2006  | Caracas                    | Venezuela             | Generalissimo Francisco de Miranda Air Base |
| 15 novembre 2006  | Barranquilla               | Colombia              | Estadio Metropolitano                       |
| 17 novembre 2006  | Bogotà                     | Colombia              | Simón Bolívar Park                          |
| 19 novembre 2006  | Cali                       | Colombia              | Estadio Olímpico Pascual Guerrero           |
| 21 novembre 2006  | Santiago del Cile          | Cile                  | Movistar Arena                              |
| 22 novembre 2006  | Santiago del Cile          | Cile                  | Estadio Nacional                            |
| 24 novembre 2006  | Buenos Aires               | Argentina             | Stadio José Amalfitani                      |
| 25 novembre 2006  | Buenos Aires               | Argentina             | Stadio José Amalfitani                      |
| 28 novembre 2006  | Lima                       | Perù                  | Hipódromo de Monterrico                     |
| 30 novembre 2006  | Guayaquil                  | Ecuador               | Estadio Modelo Alberto Spencer Herrera      |
| 2 dicembre 2006   | Quito                      | Ecuador               | Coliseo General Rumiñahui                   |
| Nord America      |                            |                       |                                             |
| 7 dicembre 2006   | Miami                      | Stati Uniti           | American Airlines Arena                     |
| 8 dicembre 2006   | Miami                      | Stati Uniti           | American Airlines Arena                     |
| 9 dicembre 2006   | Miami                      | Stati Uniti           | American Airlines Arena                     |
| America Latina    |                            |                       |                                             |
| 13 dicembre 2006  | San Juan                   | Porto Rico            | Coliseo de Puerto Rico José Miguel Agrelot  |
| 15 dicembre 2006  | San Juan                   | Porto Rico            | Coliseo de Puerto Rico José Miguel Agrelot  |
| 16 dicembre 2006  | San Juan                   | Porto Rico            | Coliseo de Puerto Rico José Miguel Agrelot  |
| 19 dicembre 2006  | Santo Domingo              | Repubblica Dominicana | Estadio Félix Sánchez                       |
| Europa            |                            |                       |                                             |
| 25 gennaio 2007   | Amburgo                    | Germania              | O2 World Hamburg                            |
| 26 gennaio 2007   | Berlino                    | Germania              | Friedrich-Ludwig-Jahn-Sportpark             |
| 28 gennaio 2007   | Anversa                    | Belgio                | Sportpaleis                                 |
| 31 gennaio 2007   | Hannover                   | Germania              | TUI Arena                                   |
| 1º febbraio 2007  | Mannheim                   | Germania              | SAP Arena                                   |
| 16 febbraio 2007  | Parigi                     | Francia               | Palais omnisports de Paris-Bercy            |
| 18 febbraio 2007  | Monaco di Baviera          | Germania              | Olympiahalle                                |
| 19 febbraio 2007  | Monaco di Baviera          | Germania              | Olympiahalle                                |
| 21 febbraio 2007  | Zurigo                     | Svizzera              | Hallenstadion                               |
| 22 febbraio 2007  | Zurigo                     | Svizzera              | Hallenstadion                               |
| 25 febbraio 2007  | Stoccarda                  | Germania              | Hanns-Martin-Schleyer-Halle                 |
| 27 febbraio 2007  | Milano                     | Italia                | Mediolanum Forum                            |
| 2 marzo 2007      | Lipsia                     | Germania              | Leipzig Arena                               |
| 3 marzo 2007      | Praga                      | Repubblica Ceca       | O2 Arena                                    |
| 5 marzo 2007      | Budapest                   | Ungheria              | Budapest Sports Arena                       |
| 7 marzo 2007      | Vienna                     | Austria               | Wiener Stadthalle                           |
| 9 marzo 2007      | Aalborg                    | Danimarca             | Gigantium                                   |
| 11 marzo 2007     | Oslo                       | Norvegia              | Oslo Spektrum                               |
| 12 marzo 2007     | Stoccolma                  | Svezia                | Stockholm Globe Arena                       |
| 14 marzo 2007     | Helsinki                   | Finlandia             | Hartwall Areena                             |
| 17 marzo 2007     | Arnhem                     | Paesi Bassi           | Gelredome                                   |
| 18 marzo 2007     | Londra                     | Regno Unito           | The O2 Arena                                |
| 21 marzo 2007     | Oberhausen                 | Germania              | König Pilsener Arena                        |
| Asia              |                            |                       |                                             |
| 23 marzo 2007     | Dubai                      | Emirati Arabi Uniti   | Dubai Autodrome                             |
| 25 marzo 2007     | Bombay                     | India                 | Bandra-Kurla Complex                        |
| Africa            |                            |                       |                                             |
| 28 marzo 2007     | Cairo                      | Egitto                | Giza Plateau                                |
| Europa            |                            |                       |                                             |
| 30 marzo 2007     | Granada                    | Spagna                | Plaza de toros                              |
| 31 marzo 2007     | Torrevieja                 | Spagna                | Parque Antonio Soria                        |
| 2 aprile 2007     | Santander                  | Spagna                | Palacio de Deportes de Santander            |
| 4 aprile 2007     | Lisbona                    | Portogallo            | Pavilhão Atlântico                          |
| 8 aprile 2007     | Colonia                    | Germania              | Lanxess Arena                               |
| America Latina    |                            |                       |                                             |
| 9 maggio 2007     | Culiacán                   | Messico               | Estadio General Angel Flores                |
| 11 maggio 2007    | Aguascalientes             | Messico               | Estadio Victoria                            |
| 13 maggio 2007    | Città del Messico          | Messico               | Foro Sol                                    |
| 16 maggio 2007    | Querétaro de Arteaga       | Messico               | Estadio Corregidora                         |
| 18 maggio 2007    | Veracruz                   | Messico               | Estadio Luis de la Fuente                   |
| 20 maggio 2007    | Puebla de Zaragoza         | Messico               | Fundación Universidad de las Américas       |
| 23 maggio 2007    | Chihuahua                  | Messico               | Estadio Universidad de Chihuahua            |
| 24 maggio 2007    | Torreón                    | Messico               | Estadio Revolución                          |
| 26 maggio 2007    | San Luis Potosí            | Messico               | Estadio Alfonso Lastras                     |
| 27 maggio 2007    | Città del Messico          | Messico               | Zócalo                                      |
| 30 maggio 2007    | Monterrey                  | Messico               | Auditorio Coca-Cola                         |
| Europa            |                            |                       |                                             |
| 9 luglio 2007     | Istanbul                   | Turchia               | Kuruçeşme Arena                             |